# Gubernatorzy generalni Federacji Indii Zachodnich
Gubernator generalny Federacji Indii Zachodnich był reprezentantem Korony Brytyjskiej w Związku Południowej Afryki w okresie od 3 stycznia 1958 do 31 maja 1962.
Jego władza rozciągała się nad następującymi terytoriami Antigua (z Barbudą), Barbados, Kajmany, Dominika, Grenada, Jamajka, Montserrat, St. Christopher-Nevis-Anguilla, Saint Lucia, St. Vincent, Trynidad i Tobago oraz Turks i Caicos. Formalnie gubernator musiał zasięgać rady premiera Federacji Indii Zachodnich, jednak jego pozycja była bardziej prestiżowa. Pozycja została zlikwidowana z dniem 31 maja 1962 po kryzysie wewnętrznym i ogłoszeniu niepodległości przez Jamajkę oraz Trynidad i Tobago pod koniec poprzedniego roku.
Lista oparta na źródle.

## Gubernatorzy generalni Federacji Indii Zachodnich
| od              | do           | osoba                  |
| --------------- | ------------ | ---------------------- |
| 3 stycznia 1958 | 31 maja 1962 | Patrick Buchan-Hepburn |